# Эспиноса, Мигель
Миге́ль Эспино́са Хироне́с (исп. Miguel Espinosa Gironés, 4 октября 1926, Каравака-де-ла-Крус, провинция Мурсия — 1 апреля 1982, Мурсия) — испанский писатель.

## Биография
Сын богатого коммерсанта. Родился в старинном мурсийском городке, знаменитом храмами и монастырями. В 1935 году семья переехала в Мурсию. В 1943 отец внезапно скончался от инфаркта. Семья стала терять благосостояние и статус. Мигель окончил юридический факультет Мурсийского университета в 1949 году (диплом получил в 1956 году). Перебивался различными случайными заработками. Дебютировал в печати книгой эссе «Основные этапы американской истории», которую опубликовало издательство Revista de Occidente (1957). В 1961 году в поисках заработка переселился в Мадрид, позже к нему присоединилась жена и дети. Держался вдалеке от столичных литературных групп и кружков, последовательно оставаясь провинциалом и маргиналом. В 1964 году вместе с семьей вернулся в Мурсию, где прожил до конца жизни. Служил в торговой фирме. Постоянно писал, но публиковался крайне редко. В 1974 году перенес первый инфаркт, через несколько лет скончался от второго.

## Творчество
Единственный смысл существования для Мигеля Эспиносы составляла литература. Его проза автобиографична, но её замысел и значение шире биографии — Эспиноса стремился создать панорамную картину жизни среднего класса в Испании ХХ в, соединяя радикальную критику «безобразной буржуазии» (так называется одна из его книг) со столь же бескомпромиссным литературным поиском. Немногое вышедшее из печати вызывало у большинства в провинциальной Мурсии скандальную реакцию, преобладающая часть написанного не была опубликована при жизни автора, многое не издано поныне.

## Посмертное признание
Известное при жизни лишь самому узкому кругу поклонников, после смерти творчество Эспиносы стало понемногу привлекать все более широкое внимание критики, публики, коллег (так его значение и влияние отмечает Исаак Роса и др. молодые испанские авторы). Эспиносу теперь сопоставляют с Камило Хосе Селой, его — наряду с Хуаном Марсе и Луисом Гойтисоло — признают одним из авторов, перевернувших испанскую прозу последней четверти XX в. Список посвященных писателю конференций, сборников и монографий пополняется год за годом. Книги Эспиносы переведены на английский, французский, нидерландский, сербский языки. Посвященные ему диссертации защищаются в Испании, Великобритании, Франции.

## Книги
- Escuela de mandarines (1974, премия г. Барселона; переизд. 1992, 2006)
- La tríbada falsaria (1980)
- La tríbada confusa (опубл. 1984)
- Asklepios, el último griego (опубл. 1985, переизд. 2005)
- Tríbada. Theologiae Tractatus (опубл. 1987)
- La fea burguesía (опубл. 1990, переизд. 2006)
- Canciones y decires (опубл.2004)